# Smulevattnet
Smulevattnet är en sjö i Sollefteå kommun i Ångermanland och ingår i Ångermanälvens huvudavrinningsområde. Sjön har en area på 0,214 kvadratkilometer och ligger 287,1 meter över havet. Sjön avvattnas av vattendraget Smulevattenån. Vid provfiske har abborre och gädda fångats i sjön.

## Delavrinningsområde
Smulevattnet ingår i det delavrinningsområde (709398-154443) som SMHI kallar för Utloppet av Smulevattnet. Medelhöjden är 309 meter över havet och ytan är 2,41 kvadratkilometer. Det finns ett avrinningsområde uppströms, och räknas det in blir den ackumulerade arean 14,68 kvadratkilometer. Smulevattenån som avvattnar avrinningsområdet har biflödesordning 3, vilket innebär att vattnet flödar genom totalt 3 vattendrag innan det når havet efter 161 kilometer. Avrinningsområdet består mestadels av skog (63 procent) och sankmarker (23 procent). Avrinningsområdet har 0,21 kvadratkilometer vattenytor vilket ger det en sjöprocent på 8,8 procent.